# East Dundee (Illinois)
East Dundee est un village des comtés de Kane et Cook, en Illinois, aux États-Unis. Il est incorporé le 20 septembre 1901,. Lors du recensement de 2010, le village comptait une population de 2 860 habitants.